# Bonnyville
Bonnyville ist eine Gemeinde im zentralen Westen von Alberta zwischen Cold Lake und St. Paul, mit dem Status einer Kleinstadt (englisch Town). Sie ist Sitz der Verwaltung des Municipal District of Bonnyville.
Unter Bonnyville lagern große Ölreserven. Diese, die landwirtschaftlichen Ressourcen und viele andere Industrien sowie die strategisch günstige Lage zwischen St. Paul und Cold Lake sorgen für eine der besten Wirtschaftslagen in Alberta. Der am Südrand gelegene Jessie Lake bietet tausenden Zugvögeln ein Quartier. Andere wichtige Seen sind der Moose Lake und der Muriel Lake.
Im Westen Kanadas besitzt Alberta die größte französischsprachige Bevölkerung und in Bonnyville liegt der Anteil der Frankophonen deutlich über dem Provinz-Durchschnitt. Bonneville beheimatet die École des Beaux Lacs, eine der wenigen Schulen in Alberta, deren Unterrichtssprache Französisch ist.
Zum 100-jährigen Jubiläum (2007) baute die Stadt das Centennial Centre, ein Freizeit- und Bildungszentrum.

## Demographie
Der Zensus im Jahr 2016 ergab für die Gemeinde eine Bevölkerungszahl von 5417 Einwohnern, nachdem der Zensus im Jahr 2011 für die Gemeinde noch eine Bevölkerungszahl von 6216 Einwohnern ergab. Die Bevölkerung hat dabei im Vergleich zum letzten Zensus im Jahr 2011 entgegen der Entwicklung in der Provinz stark um 12,9 % abgenommen, während der Provinzdurchschnitt bei einer Bevölkerungszunahme von 11,6 % lag. Im Zensuszeitraum 2006 bis 2011 hatte die Einwohnerzahl in der Gemeinde noch um 6,6 % zugenommen, während sie im Provinzdurchschnitt um 10,8 % zunahm.

## Söhne und Töchter der Stadt
- Justin Fontaine (* 1987), Eishockeyspieler
- Jon Kalinski (* 1987), Eishockeyspieler
- Brinson Pasichnuk (* 1997), Eishockeyspieler
- Steenn Pasichnuk (* 1995), Eishockeyspieler